# 2022-es IIHF divízió IV-es jégkorong-világbajnokság
A 2022-es IIHF divízió IV-es jégkorong-világbajnokság Biskekben, Kirgizisztánban rendezték március 3. és 8. között, egy ötös csoportban. Először rendezték meg a világbajnokságot ebben a divízióban, mert az előző két tornát az IIHF törölte a Covid19-pandémia miatt.

## Résztvevők
| Csapat         | Kvalifikáció                                                                |
| -------------- | --------------------------------------------------------------------------- |
| Kuvait         | 2019-ben a divízió III selejtező-csoportjának 5. helyén végzett és kiesett. |
| Kirgizisztán   | Rendező, 2019-ben a divízió III selejtező-csoportjának 6. helyén végzett.   |
| Malajzia       | Először vett részt IIHF-tornán.                                             |
| Fülöp-szigetek | A torna előtt visszalépett.                                                 |
| Szingapúr      | Először vett részt IIHF-tornán.                                             |
| Irán           | Először vett részt IIHF-tornán.                                             |

## Tabella
| Hely. | Csapat           | M | Gy | HGy | HV | V | G+ | G– | Gk  | P  | Feljutás vagy kiesés         |
| ----- | ---------------- | - | -- | --- | -- | - | -- | -- | --- | -- | ---------------------------- |
| 1.    | Kirgizisztán (R) | 4 | 4  | 0   | 0  | 0 | 64 | 2  | +62 | 12 | Feljutott a divízió III B-be |
| 2.    | Irán             | 4 | 3  | 0   | 0  | 1 | 20 | 20 | 0   | 9  | Feljutott a divízió III B-be |
| 3.    | Szingapúr        | 4 | 2  | 0   | 0  | 2 | 14 | 22 | −8  | 6  | Feljutott a divízió III B-be |
| 4.    | Malajzia         | 4 | 1  | 0   | 0  | 3 | 11 | 39 | −28 | 3  | Feljutott a divízió III B-be |
| 5.    | Kuvait           | 4 | 0  | 0   | 0  | 4 | 4  | 32 | −28 | 0  |                              |
| 6.    | Fülöp-szigetek   | 0 | 0  | 0   | 0  | 0 | 0  | 0  | 0   | 0  | Visszalépett                 |

1. ↑  A Fülöp-szigetek 2021. december 13-án visszalépett a Covid19-pandémia miatt.[3]

### Eredmények
A mérkőzések kezdési időpontjai helyi idő szerint (UTC+6) értendők.
| 2022. március 3. 16:00 | Kuvait | 2–5 (1–0, 0–5, 1–0) | Malajzia | Gorodskoi Katok, Biskek Nézőszám: 135 |

| Jegyzőkönyv | Jegyzőkönyv    | Jegyzőkönyv                            | Jegyzőkönyv | Jegyzőkönyv                                                        |
| --- | -------------- | -------------------------------------- | ----------- | ------------------------------------------------------------------ |
| | Ahmad Al-Saegh | Kapusok                                | Meng Chow   | Játékvezető: Vladimir Suslov Vonalbírók: Tornike Kuchava Edmond Ng |
| \| Al-Ajmi (Al-Kandari, Al-Maraghy) – 04:53 \| 1–0 \| \| \| \| 1–1 \| 20:32 – Mohammed (PP) \| \| \| 1–2 \| 32:51 – Mohammed (Versluis, Muhd) (PP) \| \| \| 1–3 \| 34:23 – Muhammad (Shaharudin, Raja) \| \| \| 1–4 \| 37:28 – Muhammad (Low) \| \| \| 1–5 \| 38:55 – Goh (Muhd) \| \| A. Al-Sarraf – 46:56 \| 2–5 \| \| |                |                                        |             | Játékvezető: Vladimir Suslov Vonalbírók: Tornike Kuchava Edmond Ng |
| 16 perc | Büntetések     | 12 perc                                |             | Játékvezető: Vladimir Suslov Vonalbírók: Tornike Kuchava Edmond Ng |
| 29 | Lövések        | 22                                     |             | Játékvezető: Vladimir Suslov Vonalbírók: Tornike Kuchava Edmond Ng |
| Al-Ajmi (Al-Kandari, Al-Maraghy) – 04:53 | 1–0            |                                        |             | Játékvezető: Vladimir Suslov Vonalbírók: Tornike Kuchava Edmond Ng |
| | 1–1            | 20:32 – Mohammed (PP)                  |             | Játékvezető: Vladimir Suslov Vonalbírók: Tornike Kuchava Edmond Ng |
| | 1–2            | 32:51 – Mohammed (Versluis, Muhd) (PP) |             | Játékvezető: Vladimir Suslov Vonalbírók: Tornike Kuchava Edmond Ng |
| | 1–3            | 34:23 – Muhammad (Shaharudin, Raja)    |             |                                                                    |
| | 1–4            | 37:28 – Muhammad (Low)                 |             |                                                                    |
| | 1–5            | 38:55 – Goh (Muhd)                     |             |                                                                    |
| A. Al-Sarraf – 46:56 | 2–5            |                                        |             |                                                                    |

| 2022. március 3. 20:00 | Irán | 1–13 (1–4, 0–6, 0–3) | Kirgizisztán | Gorodskoi Katok, Biskek Nézőszám: 1800 |

| Jegyzőkönyv | Jegyzőkönyv                       | Jegyzőkönyv                             | Jegyzőkönyv                      | Jegyzőkönyv                                                              |
| --- | --------------------------------- | --------------------------------------- | -------------------------------- | ------------------------------------------------------------------------ |
| | Oveis Hassanzadeh Alireza Mahdavi | Kapusok                                 | Alexander Petrov Kadyr Alymbekov | Játékvezető: Mihai Paul Vonalbírók: Timur Iskakov Alexander Yadryshnikov |
| \| \| 0–1 \| 02:09 – Nosov (Egorov, Terentyev) (PP) \| \| \| 0–2 \| 08:23 – Chuvalov (PP) \| \| Keyhanfar (Mehraban, Houshidari) – 13:37 \| 1–2 \| \| \| \| 1–3 \| 14:43 – Chuvalov (Nosov, Tonkikh) (PP2) \| \| \| 1–4 \| 18:24 – Abdyraev (Kachkynbekov) \| \| \| 1–5 \| 22:18 – Kim \| \| \| 1–6 \| 27:48 – Egorov (Abdyraev) (PP) \| \| \| 1–7 \| 29:42 – Nosov (Chuvalov) (PP) \| \| \| 1–8 \| 29:57 – Titov (Mirbekov, Abdyraev) \| \| \| 1–9 \| 32:08 – Titov (Egorov, Nosov) (PP) \| \| \| 1–10 \| 32:50 – Abdyraev (Kudashev) \| \| \| 1–11 \| 40:15 – Nosov (Chuvalov) \| \| \| 1–12 \| 42:50 – Tonkikh (Egorov, Nosov) (PP) \| \| \| 1–13 \| 59:42 – Tikhonov (Asanaliev) (SH) \| |                                   |                                         |                                  | Játékvezető: Mihai Paul Vonalbírók: Timur Iskakov Alexander Yadryshnikov |
| 42 perc | Büntetések                        | 22 perc                                 |                                  | Játékvezető: Mihai Paul Vonalbírók: Timur Iskakov Alexander Yadryshnikov |
| 15 | Lövések                           | 67                                      |                                  | Játékvezető: Mihai Paul Vonalbírók: Timur Iskakov Alexander Yadryshnikov |
| | 0–1                               | 02:09 – Nosov (Egorov, Terentyev) (PP)  |                                  | Játékvezető: Mihai Paul Vonalbírók: Timur Iskakov Alexander Yadryshnikov |
| | 0–2                               | 08:23 – Chuvalov (PP)                   |                                  | Játékvezető: Mihai Paul Vonalbírók: Timur Iskakov Alexander Yadryshnikov |
| Keyhanfar (Mehraban, Houshidari) – 13:37 | 1–2                               |                                         |                                  | Játékvezető: Mihai Paul Vonalbírók: Timur Iskakov Alexander Yadryshnikov |
| | 1–3                               | 14:43 – Chuvalov (Nosov, Tonkikh) (PP2) |                                  |                                                                          |
| | 1–4                               | 18:24 – Abdyraev (Kachkynbekov)         |                                  |                                                                          |
| | 1–5                               | 22:18 – Kim                             |                                  |                                                                          |
| | 1–6                               | 27:48 – Egorov (Abdyraev) (PP)          |                                  |                                                                          |
| | 1–7                               | 29:42 – Nosov (Chuvalov) (PP)           |                                  |                                                                          |
| | 1–8                               | 29:57 – Titov (Mirbekov, Abdyraev)      |                                  |                                                                          |
| | 1–9                               | 32:08 – Titov (Egorov, Nosov) (PP)      |                                  |                                                                          |
| | 1–10                              | 32:50 – Abdyraev (Kudashev)             |                                  |                                                                          |
| | 1–11                              | 40:15 – Nosov (Chuvalov)                |                                  |                                                                          |
| | 1–12                              | 42:50 – Tonkikh (Egorov, Nosov) (PP)    |                                  |                                                                          |
| | 1–13                              | 59:42 – Tikhonov (Asanaliev) (SH)       |                                  |                                                                          |

| 2022. március 4. 19:00 | Szingapúr | 2–5 (0–3, 1–0, 1–2) | Irán | Gorodskoi Katok, Biskek Nézőszám: 104 |

| Jegyzőkönyv | Jegyzőkönyv | Jegyzőkönyv                        | Jegyzőkönyv       | Jegyzőkönyv                                                                  |
| --- | ----------- | ---------------------------------- | ----------------- | ---------------------------------------------------------------------------- |
| | Joshua Lee  | Kapusok                            | Oveis Hassanzadeh | Játékvezető: Vladimir Suslov Vonalbírók: Yntymak Abdykalykov Tornike Kuchava |
| \| \| 0–1 \| 15:53 – Ghorbani (Housidari) (PP2) \| \| \| 0–2 \| 16:24 – Keyhanfar (Moghadasi) (PP) \| \| \| 0–3 \| 16:58 – Housidari (SH) \| \| Chan (Chwe) (EA) – 34:51 \| 1–3 \| \| \| \| 1–4 \| 45:05 – Keyhanfar (Housidari) (PP) \| \| Chan (Goh) – 45:49 \| 2–4 \| \| \| \| 2–5 \| 58:19 – Moghadasi (Ghorbani) (EN) \| |             |                                    |                   | Játékvezető: Vladimir Suslov Vonalbírók: Yntymak Abdykalykov Tornike Kuchava |
| 32 perc | Büntetések  | 26 perc                            |                   | Játékvezető: Vladimir Suslov Vonalbírók: Yntymak Abdykalykov Tornike Kuchava |
| 21 | Lövések     | 41                                 |                   | Játékvezető: Vladimir Suslov Vonalbírók: Yntymak Abdykalykov Tornike Kuchava |
| | 0–1         | 15:53 – Ghorbani (Housidari) (PP2) |                   | Játékvezető: Vladimir Suslov Vonalbírók: Yntymak Abdykalykov Tornike Kuchava |
| | 0–2         | 16:24 – Keyhanfar (Moghadasi) (PP) |                   | Játékvezető: Vladimir Suslov Vonalbírók: Yntymak Abdykalykov Tornike Kuchava |
| | 0–3         | 16:58 – Housidari (SH)             |                   | Játékvezető: Vladimir Suslov Vonalbírók: Yntymak Abdykalykov Tornike Kuchava |
| Chan (Chwe) (EA) – 34:51 | 1–3         |                                    |                   |                                                                              |
| | 1–4         | 45:05 – Keyhanfar (Housidari) (PP) |                   |                                                                              |
| Chan (Goh) – 45:49 | 2–4         |                                    |                   |                                                                              |
| | 2–5         | 58:19 – Moghadasi (Ghorbani) (EN)  |                   |                                                                              |

| 2022. március 5. 17:00 | Szingapúr | 4–0 (2–0, 2–0, 0–0) | Kuvait | Gorodskoi Katok, Biskek Nézőszám: 200 |

| Jegyzőkönyv | Jegyzőkönyv | Jegyzőkönyv | Jegyzőkönyv     | Jegyzőkönyv                                                          |
| --- | ----------- | ----------- | --------------- | -------------------------------------------------------------------- |
| | Joshua Lee  | Kapusok     | Jasem Al-Sarraf | Játékvezető: Mihai Paul Vonalbírók: Edmond Ng Alexander Yadryshnikov |
| \| Tan (Chua) (PP) – 06:39 \| 1–0 \| \| \| Redden (PP2) – 16:45 \| 2–0 \| \| \| Chan (Chua) – 21:51 \| 3–0 \| \| \| Redden (Chew, Wong) – 30:07 \| 4–0 \| \| |             |             |                 | Játékvezető: Mihai Paul Vonalbírók: Edmond Ng Alexander Yadryshnikov |
| 12 perc | Büntetések  | 20 perc     |                 | Játékvezető: Mihai Paul Vonalbírók: Edmond Ng Alexander Yadryshnikov |
| 30 | Lövések     | 27          |                 | Játékvezető: Mihai Paul Vonalbírók: Edmond Ng Alexander Yadryshnikov |
| Tan (Chua) (PP) – 06:39 | 1–0         |             |                 | Játékvezető: Mihai Paul Vonalbírók: Edmond Ng Alexander Yadryshnikov |
| Redden (PP2) – 16:45 | 2–0         |             |                 | Játékvezető: Mihai Paul Vonalbírók: Edmond Ng Alexander Yadryshnikov |
| Chan (Chua) – 21:51 | 3–0         |             |                 | Játékvezető: Mihai Paul Vonalbírók: Edmond Ng Alexander Yadryshnikov |
| Redden (Chew, Wong) – 30:07 | 4–0         |             |                 |                                                                      |

| 2022. március 5. 20:00 | Kirgizisztán | 22–1 (6–0, 10–1, 6–0) | Malajzia | Gorodskoi Katok, Biskek Nézőszám: 1712 |

| Jegyzőkönyv | Jegyzőkönyv                      | Jegyzőkönyv      | Jegyzőkönyv               | Jegyzőkönyv                                                            |
| --- | -------------------------------- | ---------------- | ------------------------- | ---------------------------------------------------------------------- |
| | Alexander Petrov Kadyr Alymbekov | Kapusok          | Muhammad Haikal Meng Chow | Játékvezető: Vladimir Suslov Vonalbírók: Timur Iskakov Tornike Kuchava |
| \| Nosov (Tonkikh) – 03:12 \| 1–0 \| \| \| Egorov (PP) – 05:57 \| 2–0 \| \| \| Nosov (Terentyev, Chuvalov) – 07:50 \| 3–0 \| \| \| Titov (Mirbekov) – 08:07 \| 4–0 \| \| \| Kudashev – 16:21 \| 5–0 \| \| \| Tonkikh (Nosov) – 17:25 \| 6–0 \| \| \| Ismanov (Tynaliev) – 21:25 \| 7–0 \| \| \| \| 7–1 \| 21:53 – Versluis \| \| Tonkikh (Chuvalov, Nosov) – 22:39 \| 8–1 \| \| \| Myrzabaev (Tursunbekov) – 23:23 \| 9–1 \| \| \| Ismanov – 23:47 \| 10–1 \| \| \| Tonkikh (Chuvalov) – 25:47 \| 11–1 \| \| \| Tynaliev (Ismanov) – 27:26 \| 12–1 \| \| \| Kim (SH) – 29:41 \| 13–1 \| \| \| Ismanov (SH) – 31:20 \| 14–1 \| \| \| Nosov (Chuvalov) – 32:04 \| 15–1 \| \| \| Titov (Abdyraev) – 32:30 \| 16–1 \| \| \| Mirbekov (Titov) – 41:35 \| 17–1 \| \| \| Ismanov (Kim) (PP) – 43:33 \| 18–1 \| \| \| Titov (Mirbekov, Abdyraev) – 46:36 \| 19–1 \| \| \| Kim (Egorov) – 47:07 \| 20–1 \| \| \| Abdyraev (Titov) (PP) – 51:29 \| 21–1 \| \| \| Chuvalov (Nosov) – 53:02 \| 22–1 \| \| |                                  |                  |                           | Játékvezető: Vladimir Suslov Vonalbírók: Timur Iskakov Tornike Kuchava |
| 12 perc | Büntetések                       | 6 perc           |                           | Játékvezető: Vladimir Suslov Vonalbírók: Timur Iskakov Tornike Kuchava |
| 89 | Lövések                          | 5                |                           | Játékvezető: Vladimir Suslov Vonalbírók: Timur Iskakov Tornike Kuchava |
| Nosov (Tonkikh) – 03:12 | 1–0                              |                  |                           | Játékvezető: Vladimir Suslov Vonalbírók: Timur Iskakov Tornike Kuchava |
| Egorov (PP) – 05:57 | 2–0                              |                  |                           | Játékvezető: Vladimir Suslov Vonalbírók: Timur Iskakov Tornike Kuchava |
| Nosov (Terentyev, Chuvalov) – 07:50 | 3–0                              |                  |                           | Játékvezető: Vladimir Suslov Vonalbírók: Timur Iskakov Tornike Kuchava |
| Titov (Mirbekov) – 08:07 | 4–0                              |                  |                           |                                                                        |
| Kudashev – 16:21 | 5–0                              |                  |                           |                                                                        |
| Tonkikh (Nosov) – 17:25 | 6–0                              |                  |                           |                                                                        |
| Ismanov (Tynaliev) – 21:25 | 7–0                              |                  |                           |                                                                        |
| | 7–1                              | 21:53 – Versluis |                           |                                                                        |
| Tonkikh (Chuvalov, Nosov) – 22:39 | 8–1                              |                  |                           |                                                                        |
| Myrzabaev (Tursunbekov) – 23:23 | 9–1                              |                  |                           |                                                                        |
| Ismanov – 23:47 | 10–1                             |                  |                           |                                                                        |
| Tonkikh (Chuvalov) – 25:47 | 11–1                             |                  |                           |                                                                        |
| Tynaliev (Ismanov) – 27:26 | 12–1                             |                  |                           |                                                                        |
| Kim (SH) – 29:41 | 13–1                             |                  |                           |                                                                        |
| Ismanov (SH) – 31:20 | 14–1                             |                  |                           |                                                                        |
| Nosov (Chuvalov) – 32:04 | 15–1                             |                  |                           |                                                                        |
| Titov (Abdyraev) – 32:30 | 16–1                             |                  |                           |                                                                        |
| Mirbekov (Titov) – 41:35 | 17–1                             |                  |                           |                                                                        |
| Ismanov (Kim) (PP) – 43:33 | 18–1                             |                  |                           |                                                                        |
| Titov (Mirbekov, Abdyraev) – 46:36 | 19–1                             |                  |                           |                                                                        |
| Kim (Egorov) – 47:07 | 20–1                             |                  |                           |                                                                        |
| Abdyraev (Titov) (PP) – 51:29 | 21–1                             |                  |                           |                                                                        |
| Chuvalov (Nosov) – 53:02 | 22–1                             |                  |                           |                                                                        |

| 2022. március 6. 19:00 | Irán | 9–2 (4–0, 3–0, 2–2) | Kuvait | Gorodskoi Katok, Biskek Nézőszám: 74 |

| Jegyzőkönyv | Jegyzőkönyv                          | Jegyzőkönyv         | Jegyzőkönyv     | Jegyzőkönyv                                                                         |
| --- | ------------------------------------ | ------------------- | --------------- | ----------------------------------------------------------------------------------- |
| | Oveis Hassanzadeh<bt>Alireza Mahdavi | Kapusok             | Jasem Al-Sarraf | Játékvezető: Vladimir Suslov Vonalbírók: Yntymak Abdykalykov Alexander Yadryshnikov |
| \| Houshidari – 00:40 \| 1–0 \| \| \| Ghorbani (Keyhanfar) (PP2) – 04:42 \| 2–0 \| \| \| Ghorbani (Houshidari) (PP) – 11:43 \| 3–0 \| \| \| Ghahar (Bagheri) – 13:19 \| 4–0 \| \| \| Houshidari (Keyhanfar) (SH) – 25:15 \| 5–0 \| \| \| Houshidari (PS) – 30:56 \| 6–0 \| \| \| Mehraban (Bagheri) – 38:40 \| 7–0 \| \| \| \| 7–1 \| 46:56 – Al-Ajmi \| \| \| 7–2 \| 48:37– A. Al-Sarraf \| \| Mehraban (Ghorbani) (PP) – 50:07 \| 8–2 \| \| \| Keyhanfar (Mehraban) (PP) – 51:39 \| 9–2 \| \| |                                      |                     |                 | Játékvezető: Vladimir Suslov Vonalbírók: Yntymak Abdykalykov Alexander Yadryshnikov |
| 50 perc | Büntetések                           | 68 perc             |                 | Játékvezető: Vladimir Suslov Vonalbírók: Yntymak Abdykalykov Alexander Yadryshnikov |
| 38 | Lövések                              | 26                  |                 | Játékvezető: Vladimir Suslov Vonalbírók: Yntymak Abdykalykov Alexander Yadryshnikov |
| Houshidari – 00:40 | 1–0                                  |                     |                 | Játékvezető: Vladimir Suslov Vonalbírók: Yntymak Abdykalykov Alexander Yadryshnikov |
| Ghorbani (Keyhanfar) (PP2) – 04:42 | 2–0                                  |                     |                 | Játékvezető: Vladimir Suslov Vonalbírók: Yntymak Abdykalykov Alexander Yadryshnikov |
| Ghorbani (Houshidari) (PP) – 11:43 | 3–0                                  |                     |                 | Játékvezető: Vladimir Suslov Vonalbírók: Yntymak Abdykalykov Alexander Yadryshnikov |
| Ghahar (Bagheri) – 13:19 | 4–0                                  |                     |                 |                                                                                     |
| Houshidari (Keyhanfar) (SH) – 25:15 | 5–0                                  |                     |                 |                                                                                     |
| Houshidari (PS) – 30:56 | 6–0                                  |                     |                 |                                                                                     |
| Mehraban (Bagheri) – 38:40 | 7–0                                  |                     |                 |                                                                                     |
| | 7–1                                  | 46:56 – Al-Ajmi     |                 |                                                                                     |
| | 7–2                                  | 48:37– A. Al-Sarraf |                 |                                                                                     |
| Mehraban (Ghorbani) (PP) – 50:07 | 8–2                                  |                     |                 |                                                                                     |
| Keyhanfar (Mehraban) (PP) – 51:39 | 9–2                                  |                     |                 |                                                                                     |

| 2022. március 7. 17:00 | Malajzia | 3–7 (2–2, 1–2, 0–3) | Irán | Gorodskoi Katok, Biskek Nézőszám: 165 |

| Jegyzőkönyv | Jegyzőkönyv | Jegyzőkönyv                                | Jegyzőkönyv                          | Jegyzőkönyv                                                                         |
| --- | ----------- | ------------------------------------------ | ------------------------------------ | ----------------------------------------------------------------------------------- |
| | Meng Chow   | Kapusok                                    | Oveis Hassanzadeh<bt>Alireza Mahdavi | Játékvezető: Vladimir Suslov Vonalbírók: Yntymak Abdykalykov Alexander Yadryshnikov |
| \| Muhd (SH) – 01:58 \| 1–0 \| \| \| \| 1–1 \| 11:27 – Korehei (Ghafoori, Moghadasi) (PP) \| \| Mohammad (Versluis, Goh) – 15:23 \| 2–1 \| \| \| \| 2–2 \| 16:51 – Aghamohammadi (Ghorbani) \| \| Aiman Zul (SH) – 22:27 \| 3–2 \| \| \| \| 3–3 \| 24:10 – Ghorbani (Keyhanfar, Bahri) (PP) \| \| \| 3–4 \| 39:59 – Bagheri (Ghorbani) (PP) \| \| \| 3–5 \| 44:07 – Houshidari (Bahri, Keyhanfar) (SH) \| \| \| 3–6 \| 52:12 – Ghafoori (Keyhanfar, Korehei) \| \| \| 3–7 \| 57:20 – Heidari (Keyhanfar) \| |             |                                            |                                      | Játékvezető: Vladimir Suslov Vonalbírók: Yntymak Abdykalykov Alexander Yadryshnikov |
| 14 perc | Büntetések  | 10 perc                                    |                                      | Játékvezető: Vladimir Suslov Vonalbírók: Yntymak Abdykalykov Alexander Yadryshnikov |
| 11 | Lövések     | 51                                         |                                      | Játékvezető: Vladimir Suslov Vonalbírók: Yntymak Abdykalykov Alexander Yadryshnikov |
| Muhd (SH) – 01:58 | 1–0         |                                            |                                      | Játékvezető: Vladimir Suslov Vonalbírók: Yntymak Abdykalykov Alexander Yadryshnikov |
| | 1–1         | 11:27 – Korehei (Ghafoori, Moghadasi) (PP) |                                      | Játékvezető: Vladimir Suslov Vonalbírók: Yntymak Abdykalykov Alexander Yadryshnikov |
| Mohammad (Versluis, Goh) – 15:23 | 2–1         |                                            |                                      | Játékvezető: Vladimir Suslov Vonalbírók: Yntymak Abdykalykov Alexander Yadryshnikov |
| | 2–2         | 16:51 – Aghamohammadi (Ghorbani)           |                                      |                                                                                     |
| Aiman Zul (SH) – 22:27 | 3–2         |                                            |                                      |                                                                                     |
| | 3–3         | 24:10 – Ghorbani (Keyhanfar, Bahri) (PP)   |                                      |                                                                                     |
| | 3–4         | 39:59 – Bagheri (Ghorbani) (PP)            |                                      |                                                                                     |
| | 3–5         | 44:07 – Houshidari (Bahri, Keyhanfar) (SH) |                                      |                                                                                     |
| | 3–6         | 52:12 – Ghafoori (Keyhanfar, Korehei)      |                                      |                                                                                     |
| | 3–7         | 57:20 – Heidari (Keyhanfar)                |                                      |                                                                                     |

| 2022. március 7. 20:00 | Kirgizisztán | 15–0 (6–0, 4–0, 5–0) | Szingapúr | Gorodskoi Katok, Biskek Nézőszám: 1723 |

| Jegyzőkönyv | Jegyzőkönyv                      | Jegyzőkönyv | Jegyzőkönyv | Jegyzőkönyv                                                 |
| --- | -------------------------------- | ----------- | ----------- | ----------------------------------------------------------- |
| | Alexander Petrov Kadyr Alymbekov | Kapusok     | Joshua Lee  | Játékvezető: Mihai Paul Vonalbírók: Timur Iskakov Edmond Ng |
| \| Chuvalov – 02:18 \| 1–0 \| \| \| Titov (Abdyraev, Kudashev) (PP) – 04:24 \| 2–0 \| \| \| Ismanov – 10:00 \| 3–0 \| \| \| Nosov (Tonkikh) – 12:25 \| 4–0 \| \| \| Tonkikh (Nosov) (SH) – 16:06 \| 5–0 \| \| \| Chuvalov (Egorov) – 19:15 \| 6–0 \| \| \| Tonkikh – 23:34 \| 7–0 \| \| \| Tonkikh (Egorov) (PP) – 26:48 \| 8–0 \| \| \| Tonkikh (Nosov, Egorov) (PP) – 31:44 \| 9–0 \| \| \| Titov (Egorov, Abdyraev) (PP) – 37:27 \| 10–0 \| \| \| Nosov (Tonkikh, Chuvalov) – 48:54 \| 11–0 \| \| \| Titov (Kudashev, Abdyraev) – 51:01 \| 12–0 \| \| \| Ismanov (Tynaliev, Kim) – 55:13 \| 13–0 \| \| \| Tonkikh (Nosov, Terentyev) (SH) – 56:42 \| 14–0 \| \| \| Terentyev (Egorov, Ismanov) (PP) – 59:36 \| 15–0 \| \| |                                  |             |             | Játékvezető: Mihai Paul Vonalbírók: Timur Iskakov Edmond Ng |
| 8 perc | Büntetések                       | 12 perc     |             | Játékvezető: Mihai Paul Vonalbírók: Timur Iskakov Edmond Ng |
| 67 | Lövések                          | 9           |             | Játékvezető: Mihai Paul Vonalbírók: Timur Iskakov Edmond Ng |
| Chuvalov – 02:18 | 1–0                              |             |             | Játékvezető: Mihai Paul Vonalbírók: Timur Iskakov Edmond Ng |
| Titov (Abdyraev, Kudashev) (PP) – 04:24 | 2–0                              |             |             | Játékvezető: Mihai Paul Vonalbírók: Timur Iskakov Edmond Ng |
| Ismanov – 10:00 | 3–0                              |             |             | Játékvezető: Mihai Paul Vonalbírók: Timur Iskakov Edmond Ng |
| Nosov (Tonkikh) – 12:25 | 4–0                              |             |             |                                                             |
| Tonkikh (Nosov) (SH) – 16:06 | 5–0                              |             |             |                                                             |
| Chuvalov (Egorov) – 19:15 | 6–0                              |             |             |                                                             |
| Tonkikh – 23:34 | 7–0                              |             |             |                                                             |
| Tonkikh (Egorov) (PP) – 26:48 | 8–0                              |             |             |                                                             |
| Tonkikh (Nosov, Egorov) (PP) – 31:44 | 9–0                              |             |             |                                                             |
| Titov (Egorov, Abdyraev) (PP) – 37:27 | 10–0                             |             |             |                                                             |
| Nosov (Tonkikh, Chuvalov) – 48:54 | 11–0                             |             |             |                                                             |
| Titov (Kudashev, Abdyraev) – 51:01 | 12–0                             |             |             |                                                             |
| Ismanov (Tynaliev, Kim) – 55:13 | 13–0                             |             |             |                                                             |
| Tonkikh (Nosov, Terentyev) (SH) – 56:42 | 14–0                             |             |             |                                                             |
| Terentyev (Egorov, Ismanov) (PP) – 59:36 | 15–0                             |             |             |                                                             |

| 2020. március 8. 17:00 | Malajzia | 2–8 (1–2, 1–2, 0–4) | Szingapúr | Gorodskoi Katok, Biskek Nézőszám: 95 |

| Jegyzőkönyv | Jegyzőkönyv | Jegyzőkönyv                      | Jegyzőkönyv | Jegyzőkönyv                                                                     |
| --- | ----------- | -------------------------------- | ----------- | ------------------------------------------------------------------------------- |
| | Meng Chow   | Kapusok                          | Joshua Lee  | Játékvezető: Vladimir Suslov Vonalbírók: Tornike Kuchava Alexander Yadryshnikov |
| \| \| 0–1 \| 03:56 – B. Lee (Hamnett, Redden) \| \| Mohammad (PP) – 13:45 \| 1–1 \| \| \| \| 1–2 \| 16:02 – Tan (Chew) (SH) \| \| \| 1–3 \| 31:10 – Redden (Chew) (PP) \| \| Muhammad (PP) – 33:19 \| 2–3 \| \| \| \| 2–4 \| 35:03 – Chan (Chew) (PP) \| \| \| 2–5 \| 45:43 – Wong \| \| \| 2–6 \| 50:44 – Chan (Redden, Chew) (PP) \| \| \| 2–7 \| 53:06 – Redden (Wong) (PP) \| \| \| 2–8 \| 59:58 – Redden \| |             |                                  |             | Játékvezető: Vladimir Suslov Vonalbírók: Tornike Kuchava Alexander Yadryshnikov |
| 16 perc | Büntetések  | 16 perc                          |             | Játékvezető: Vladimir Suslov Vonalbírók: Tornike Kuchava Alexander Yadryshnikov |
| 22 | Lövések     | 34                               |             | Játékvezető: Vladimir Suslov Vonalbírók: Tornike Kuchava Alexander Yadryshnikov |
| | 0–1         | 03:56 – B. Lee (Hamnett, Redden) |             | Játékvezető: Vladimir Suslov Vonalbírók: Tornike Kuchava Alexander Yadryshnikov |
| Mohammad (PP) – 13:45 | 1–1         |                                  |             | Játékvezető: Vladimir Suslov Vonalbírók: Tornike Kuchava Alexander Yadryshnikov |
| | 1–2         | 16:02 – Tan (Chew) (SH)          |             | Játékvezető: Vladimir Suslov Vonalbírók: Tornike Kuchava Alexander Yadryshnikov |
| | 1–3         | 31:10 – Redden (Chew) (PP)       |             |                                                                                 |
| Muhammad (PP) – 33:19 | 2–3         |                                  |             |                                                                                 |
| | 2–4         | 35:03 – Chan (Chew) (PP)         |             |                                                                                 |
| | 2–5         | 45:43 – Wong                     |             |                                                                                 |
| | 2–6         | 50:44 – Chan (Redden, Chew) (PP) |             |                                                                                 |
| | 2–7         | 53:06 – Redden (Wong) (PP)       |             |                                                                                 |
| | 2–8         | 59:58 – Redden                   |             |                                                                                 |

| 2020. március 8. 20:00 | Kuvait | 0–14 (0–4, 0–5, 0–5) | Kirgizisztán | Gorodskoi Katok, Biskek Nézőszám: 1658 |

| Jegyzőkönyv | Jegyzőkönyv     | Jegyzőkönyv                                 | Jegyzőkönyv                      | Jegyzőkönyv                                                 |
| --- | --------------- | ------------------------------------------- | -------------------------------- | ----------------------------------------------------------- |
| | Jasem Al-Sarraf | Kapusok                                     | Kadyr Alymbekov Alexander Petrov | Játékvezető: Mihai Paul Vonalbírók: Timur Iskakov Edmond Ng |
| \| \| 0–1 \| 02:06 – Tynaliev (Tonkikh, Myrzabaev) \| \| \| 0–2 \| 03:18 – Nosov (Egorov) \| \| \| 0–3 \| 06:04 – Abdyraev (Titov, Mirbekov) \| \| \| 0–4 \| 09:16 – Mirbekov (Titov, Kachkynbekov) \| \| \| 0–5 \| 21:13 – Kim \| \| \| 0–6 \| 25:10 – Shamyrkanov (Chuvalov) \| \| \| 0–7 \| 27:14 – Mirbekov (Abdyraev) \| \| \| 0–8 \| 35:46 – Egorov (Chuvalov, Shamyrkanov) \| \| \| 0–9 \| 36:26 – Ismanov \| \| \| 0–10 \| 47:32 – Abdyraev (Titov) (PP) \| \| \| 0–11 \| 49:54 – Ismanov (Tursunbekov, Nosov) (PP) \| \| \| 0–12 \| 50:50 – Abdyraev (Terentyev, Mirbekov) \| \| \| 0–13 \| 59:09 – Tursunbekov (Chuvalov, Shamyrkanov) \| \| \| 0–14 \| 59:58 – Kim (Nosov) \| |                 |                                             |                                  | Játékvezető: Mihai Paul Vonalbírók: Timur Iskakov Edmond Ng |
| 14 perc | Büntetések      | 2 perc                                      |                                  | Játékvezető: Mihai Paul Vonalbírók: Timur Iskakov Edmond Ng |
| 3 | Lövések         | 63                                          |                                  | Játékvezető: Mihai Paul Vonalbírók: Timur Iskakov Edmond Ng |
| | 0–1             | 02:06 – Tynaliev (Tonkikh, Myrzabaev)       |                                  | Játékvezető: Mihai Paul Vonalbírók: Timur Iskakov Edmond Ng |
| | 0–2             | 03:18 – Nosov (Egorov)                      |                                  | Játékvezető: Mihai Paul Vonalbírók: Timur Iskakov Edmond Ng |
| | 0–3             | 06:04 – Abdyraev (Titov, Mirbekov)          |                                  | Játékvezető: Mihai Paul Vonalbírók: Timur Iskakov Edmond Ng |
| | 0–4             | 09:16 – Mirbekov (Titov, Kachkynbekov)      |                                  |                                                             |
| | 0–5             | 21:13 – Kim                                 |                                  |                                                             |
| | 0–6             | 25:10 – Shamyrkanov (Chuvalov)              |                                  |                                                             |
| | 0–7             | 27:14 – Mirbekov (Abdyraev)                 |                                  |                                                             |
| | 0–8             | 35:46 – Egorov (Chuvalov, Shamyrkanov)      |                                  |                                                             |
| | 0–9             | 36:26 – Ismanov                             |                                  |                                                             |
| | 0–10            | 47:32 – Abdyraev (Titov) (PP)               |                                  |                                                             |
| | 0–11            | 49:54 – Ismanov (Tursunbekov, Nosov) (PP)   |                                  |                                                             |
| | 0–12            | 50:50 – Abdyraev (Terentyev, Mirbekov)      |                                  |                                                             |
| | 0–13            | 59:09 – Tursunbekov (Chuvalov, Shamyrkanov) |                                  |                                                             |
| | 0–14            | 59:58 – Kim (Nosov)                         |                                  |                                                             |